# خانه همایونی
خانه همایونی مربوط به دوره قاجار است و در بروجرد، خیابان شهدا، کوچه بشیر المعظم، کوچه زمرد واقع شده و این اثر در تاریخ ۱۱ مرداد ۱۳۸۴ با شمارهٔ ثبت ۱۲۵۳۸ به‌عنوان یکی از آثار ملی ایران به ثبت رسیده است.